# Relationaler Konstruktivismus
Der Relationale Konstruktivismus ist eine relationale Weiterentwicklung des Radikalen Konstruktivismus, die erkenntnis- und sozialtheoretische Grundlagen verbindet. Im Unterschied zum Sozialen Konstruktivismus bleibt der Relationale Konstruktivismus erkenntnistheoretisch rückgebunden und behält die radikalkonstruktivistische Annahme bei, dass Menschen die beschränkten Bedingungen ihres Erkennens nicht überwinden können (kognitive). Deswegen können Menschen grundsätzlich nicht zu beobachterunabhängigen Erkenntnissen über die Welt gelangen. Trotz der damit begründeten Subjektivität menschlicher Wirklichkeitskonstruktionen richtet der Relationale Konstruktivismus dann allerdings seine Aufmerksamkeit vor allem auf die relationalen Bedingungen menschlicher Erkenntnisprozesse.

„Für den Relationalen Konstruktivismus ist wesentlich, dass er grundlegend einen erkenntnistheoretischen Ausgangspunkt hat und damit vom erkennenden Subjekt und dessen Konstruktionsprozessen ausgeht. Von dieser Perspektive ausgehend wird dann allerdings der Fokus auf die Relationen gelegt (und zwar nicht nur auf die sozialen, sondern auch auf die materiellen Relationen), unter denen diese kognitiven Konstruktionsprozesse vollzogen werden. Es geht mithin nicht nur um soziale Konstruktionsprozesse, sondern um kognitive Konstruktionsprozesse unter relationalen Bedingungen.“

„Zu den Besonderheiten des Ansatzes gehört von Anfang an die Verbindung erkenntnis- und sozialtheoretischer Perspektiven.“

## Verortung
In der ersten Hochphase konstruktivistischer Theorienbildung in den 1980er und frühen 1990er Jahren wurde konstruktivistischen Positionen im Allgemeinen und radikalkonstruktivistischen Positionen im Besonderen vorgeworfen, diese konzentrierten sich überzogen auf die Subjektivität menschlichen Denkens. Soziale Phänomene seien deswegen radikalkonstruktivistisch nicht erklärbar. Besonders deutlich wurde dieser Vorwurf beispielsweise an der Diskussion um die Frage, ob es so etwas wie Macht gebe. Bateson hat Macht als „erkenntnistheoretischen Schwachsinn“ bezeichnet, und auch Heinz von Foerster oder Maturana haben ausdrücklich die Möglichkeit von Macht bestritten. An dieser Stelle setzen in den 1990er Jahren die Arbeiten von Björn Kraus an, der schon in seinen frühen Schriften betont, dass er zwar die erkenntnistheoretischen Grundannahmen des Radikalen Konstruktivismus teilt, sein Fokus aber darauf liegt, dessen „intersystemische Perspektive“ herauszuarbeiten. Indem er die erkenntnistheoretischen Grundlagen sozialwissenschaftlich abgleicht, entwickelt er eine konstruktivistische Theorie der sozialen Konstitution individueller Wirklichkeiten, die inzwischen als Relationaler Konstruktivismus ausgewiesen ist. Entscheidend ist dabei für Kraus ...
„… , dass der Fokus weder alleine auf dem erkennenden und handelnden Subjekt, noch auf den sozialen und materiellen Strukturen und Umweltbedingungen liegt, sondern gerade auf den Relationen zwischen dem einen und dem anderen. Dieser Fokus soll zwar einer ausschließlichen Beachtung der Umwelt oder des Subjektes entgegenstehen, dabei aber keineswegs den Fokus auf die Relationen selber beschränken und die Relevanz von Subjekten als Konstrukteure und Umwelten als Bezugspunkte subjektiver Konstruktionen ausklammern. Es geht also um die Beachtung von Subjekten, Umwelten und deren Relationen.“

## Ausgangspunkt
Der Relationale Konstruktivismus kann als relationale Weiterentwicklung des Radikalen Konstruktivismus verstanden werden. Kraus selber verortet seinen Ansatz als eine spezifische systemisch-konstruktivistische Perspektive und benennt als relevante Ausgangs- und Bezugspunkte folgende konstruktivistische Zugänge: „Insbesondere sind dies philosophische und strukturgenetische (Glasersfeld von), neurobiologische (Maturana u. Varela, Roth), kybernetische (Heinz von Foerster), kommunikationstheoretische (Gerhard Rusch, Schmidt , NIKOL-Gruppe, Ungeheuer, Juchem), differenzlogische (Spencer-Brown) und soziologische (Hejl, Luhmann) Perspektiven (vgl. Pörksen 2011, Kraus 2013, S. 11 f., 16 f.).“
Dabei steht er in der Tradition eines schon von den Vorsokratikern oder von Immanuel Kant formuliertem grundlegenden Skeptizismus gegenüber menschlichen Erkenntnismöglichkeiten. Ausgangspunkt ist die Annahme, dass Kognition keinen direkten Zugang zur Realität hat und damit unsere „Erkenntnisse“ von der Welt in letzter Konsequenz nicht überprüft werden können. Davon ausgehend liegt der Fokus dann vor allem auf der Relevanz der sozialen und materiellen Umwelten für kognitive Konstruktionsprozesse. Infolgedessen ist für Kraus die „Doppelbindung menschlicher Strukturentwicklung“ die entscheidende Grundlage:

„Die Strukturentwicklung lebender Systeme unterliegt einer grundsätzlichen Doppelbindung. Einerseits ist die Lebenswirklichkeit eines Menschen dessen subjektive Konstruktion, andererseits ist diese Konstruktion nicht beliebig, sondern durch die Bedingungen der Realität beeinflusst und begrenzt.“

Helmut Lambers betont mit Blick auf die theoretischen Verortung des Relationalen Konstruktivismus:

„Kraus Interesse an den Koppelungsbeziehungen zwischen kognitiven und sozialen Systemen eröffnet Möglichkeiten für die Entwicklung eines eigenen Kommunikationsmodells. Und hier geht es nicht alleine um die Systeme, vielmehr um das Subjekt in systemischen Kontexten. Für die konstruktivistische Theoriebildung der Sozialen Arbeit ist dies ein Gewinn, da man dem radikalen Konstruktivismus vorhalten kann, dass der dem konstruierenden Subjekt zu viel und dem erkennenden zu wenig zutraut. So gelangt Kraus zu einem relationalen Konstruktivismus, mit dem er aufzeigt, dass der „Konstruktivismus auch gesellschaftstheoretisch gewendet werden kann“ (Ritscher 2007, S. 55)“

## Lebenswelt und Lebenslage als relationale Konstruktionen
Auf diesem Verständnis aufbauend wird eine Trennung von individueller Wahrnehmung und den sozialen und materiellen Rahmenbedingungen des Wahrnehmenden vorgenommen. Kraus nutzt zur relational-konstruktivistischen Konkretisierung des Lebensweltbegriffs den Begriff der Lebenslage und stellt die beiden Begriffe kontrastierend gegenüber und definiert sie wie folgt:
„Als Lebenslage gelten die materiellen und immateriellen Lebensbedingungen eines Menschen. 
Als Lebenswelt gilt das subjektive Wirklichkeitskonstrukt eines Menschen, welches dieser unter den Bedingungen seiner Lebenslage bildet.“
„Insofern ist (…) die Lebenswelt einerseits eine unhintergehbar subjektive Kategorie, die allerdings andererseits auf Grund der strukturellen Koppelung den Bedingungen der Lebenslage unterliegt. Konkret gehören zur Lebenslage eines Menschen seine materielle und immaterielle Ausstattung. Hierzu gehören nicht nur die Rahmenbedingungen im Sinne von materieller Ausstattung, Wohnraum, Finanzmittel u. Ä., sondern auch die immateriellen Ausstattungen, etwa das zur Verfügung stehende soziale Netzwerk. Darüber hinaus gehört auch die Ausstattung seines Organismus zur Lebenslage; etwa seine körperliche Verfasstheit wäre auch eine Bedingung der Lebenslage. Die Wahrnehmung dieser Bedingungen hingegen, macht die Lebenswelt eines Menschen aus.“
Manfred Ferdinand kommt in seiner Auseinandersetzung mit den Lebensweltbegriffen bei Schütz, Husserl, Kraus und Wittgenstein zu dem Schluss: Kraus´ „Ausführungen zu einem konstruktivistischen Verständnis von Lebenswelten profiliert nun die von Invernizzi und Butterwege geforderte Integration mikro-, meso- und makroskopischer Ansätze: Diese Integration ist nicht nur notwendig, um die subjektiven Perspektiven und die objektiven Rahmenbedingungen miteinander in Beziehung zu setzen, sondern auch weil die objektiven Rahmenbedingungen erst in ihrer subjektiven Wahrnehmung und Bewertung ihre Relevanz zu den subjektiven Lebenswelten erhalten.“
Das relationalkonstruktivistische Verständnis von Lebenswelt und Lebenslage wird in verschiedenen Disziplinen verwendet. Zum Beispiel in der Soziologie, in der Sozialen Arbeit, in der Erziehungswissenschaft (Bildungsarbeit, Behindertenpädagogik und Gemeindepädagogik) und in der praktischen Theologie. Im Zusammenhang mit Sozialer Arbeit ist es zudem die entscheidende Grundlage speziell für die Systemisch-konstruktivistische Lebensweltorientierung und Relationale Soziale Arbeit. Die grundlegenden Perspektiven des Relationalen Konstruktivismus wird sowohl zur Bestimmung der Zuständigkeit als auch der Professionalität einer Relationalen Sozialen Arbeit genutzt. vor allem die Notwendigkeit von Reflexionskompetenzen betont.

## Relationalkonstruktivistische Machttheorie: Instruktive Macht und Destruktive Macht
Angesichts des Vorwurfs konstruktivistische Theorien seien „machtblind“, schreibt Heiko Kleve „Kraus kommt der (sic!) Verdienst zu, die Machtthematik im Rahmen seiner konstruktivistischen Position diskutiert, sowie eine konstruktivistische Machttheorie (…) konzeptionalisiert zu haben“  Ausgehend von Max Webers Macht-Definition kommt Kraus zu dem Schluss, dass der Begriff der Macht differenziert werden muss. Zentral für seinen Ansatz ist die Differenzierung des Machtbegriffs in „instruktive Macht“ und „destruktive Macht“.
„Als instruktive Macht gilt das aus einer Beobachter/-innenperspektive bestimmte Potential eines Systems, das Verhalten oder Denken eines anderen Systems dem eigenen Willen entsprechend zu determinieren.
(Instruktive Macht als Möglichkeit zu instruktiven Interaktionen ist vom Eigensinn der zu Instruierenden abhängig.)
Als destruktive Macht gilt das aus einer Beobachter/-innenperspektive bestimmte Potential eines Systems, die Möglichkeiten eines anderen Systems dem eigenen Willen entsprechend zu reduzieren.
(Destruktive Macht als Möglichkeit zu destruktiven Interaktionen ist unabhängig vom Eigensinn der zu Instruierenden.)“
Konkret bezeichnet Kraus also mit instruktiver Macht die Chance, das Verhalten oder Denken eines Anderen zu determinieren. Mit destruktiver Macht hingegen bezeichnet er die Chance, die Möglichkeiten eines Anderen zu reduzieren. Die Relevanz dieser Unterscheidung wird vor allem an der Möglichkeit der Verweigerung gegenüber Machtbestrebungen deutlich. Gegenüber instruktiver Macht ist Verweigerung möglich – gegenüber destruktiver Macht nicht. Mit dieser Unterscheidung können Machtverhältnisse differenzierter analysiert und erst damit etwa Fragen der Verantwortung adäquat reflektiert werden.
Micha Brumlik stellt hierzu fest:

„Indem Kraus theoretisch ausgewiesen zwischen „instruktiver Macht“ und „destruktiver Macht“ unterscheidet, gewinnt er neues Analysepotential für sozialpädagogische Interaktionen und vermeidet zugleich eine zynische Theoriebildung. Er kann nämlich mit diesen Unterscheidungen die ansonsten beim radikalen Konstruktivismus naheliegende Konsequenz vermeiden, daß die dem System sozialer Kontrolle unterworfenen Individuen – die ja nach konstruktivistischer Überzeugung sogar für ihre kognitiven Prozesse verantwortlich sind – ihre Unterwerfung stets selbst zu verantworten haben.“

Diese Perspektive ermöglicht es, die bis dahin gerade in (radikal)konstruktivistischen Machtdiskursen übliche „Entweder-oder-Position“ (entweder es gibt Macht, oder es gibt sie nicht), zu überwinden und eröffnet die Möglichkeit einer „Sowohl-als-auch-Position“. Damit hat Kraus, so Wolf Ritscher,

„einen wesentlichen Aspekt der sozialen Existenz, das Thema Macht, konstruktivistisch reflektiert und damit gezeigt, dass der Konstruktivismus auch gesellschaftstheoretisch gewendet werden kann.“

## Beobachtete Relationen – Relationalkonstruktivistischer Systembegriff
Zentral ist für den Relationalen Konstruktivismus, dass soziale Verhältnisse nicht vermeintlich objektiv erkannt werden können, sondern aus einer Beobachterposition in sozialen Relationen anhand von festzulegenden Kriterien beschrieben werden. Macht zum Beispiel gilt in diesem Sinne nicht als objektiv erkennbar, sondern als ein relationales Phänomen, dessen Beschreibung vom Standpunkt der Beobachter abhängt. 
„Die Definition von instruktiver Macht und destruktiver Macht fokussiert, wie bei Weber, die „Chance innerhalb einer sozialen Beziehung, den eigenen Willen auch gegen Widerstreben durchzusetzen“ (Weber 1972, S. 28). Dabei wird die Kategorie Macht nicht als ein an sich existierendes, sondern als ein soziales Phänomen gefasst. Insofern beschreiben die Begriffe instruktive Macht und destruktive Macht keine beobachterunabhängigen, existierenden Einheiten über die eine Person verfügt oder Attribute, die einer Person zu eigen sind, sondern Durchsetzungspotentiale in sozialen Relationen.“
Das Gleiche gilt für das relationalkonstruktivistische Verständnis von Lebenswelten und Lebenslagen. Mit Blick auf die vermeintliche Erkennbarkeit von Lebenslagen betont Kraus: 
„Doch auch für die Lebenslage gilt, was per Voraussetzung für alle Phänomene gilt: Sie können nur aus einer Beobachterperspektive – von denen es prinzipiell immer verschiedene gibt – bestimmt werden. Aussagen über die Lebenslage sind ebenso unumgänglich Aussagen einer Beobachterin, wie dies bei Aussagen über die Lebenswelt angenommen wird. Der Unterschied liegt darin, dass sich Aussagen über die Lebenslage direkt auf die Beobachtung des Aussagenden beziehen; hingegen beziehen sich Aussagen über die Lebenswelt auf angenommene kognitive Konstruktionen, die der Beobachtung nicht zugänglich sind. Insofern können Lebenslagen einfacher mit soziologischen Indikatoren beschrieben werden als Lebenswelten.“
Wenn mit dieser Perspektive kognitive und soziale Systeme betrachtet werden, so betont Björn Kraus „ist wesentlich, dass Systeme nicht als beobachterunabhängige Einheiten erfasst werden können, sondern dass Kriterien benannt werden müssen, durch deren Identifizierung eine Beobachterin ein System von ihrer Umwelt unterscheidet.“
In diesem Sinne definiert Kraus Systeme folgendermaßen:
„Als System gelten, aus einer Beobachterperspektive als zusammenhängend bestimmte Einheiten (Elementen), deren Relationen sich quantitativ und/oder qualitativ von ihren Beziehungen zu anderen Entitäten unterscheiden. Diese aus einer Beobachterperspektive bestimmten Unterschiede ermöglichen die Konstituierung einer Systemgrenze, durch die das System von seiner Umwelt abgrenzt wird.“ 

## Kritik und Gegenkritik – Wahrheitsverlust und „Fakenews“
Konstruktivistischen Positionen wird vorgeworfen, sie seien „blind für den Unterschied zwischen Wahrheit und Lüge“. Es wird problematisiert, dass Wahrheiten nur noch im Plural zu existieren scheinen und dass die damit verbundene Aufgabe der Unterscheidung zwischen Lüge und Wahrheit, „einerseits gefährlich und anderseits unangemessen“ sei.
Kraus setzt sich an verschiedener Stelle ausführlich mit diesem Problem auseinander und verdeutlicht unter Rückgriff auf philosophische Wahrheitsdiskurse, dass zunächst einmal zwischen „Wahrheit“ und „Wahrhaftigkeit“ unterschieden werden muss und, dass das Gegenteil der „Wahrheit“ nicht die „Lüge“ sondern die „Falschheit“ ist. Der Gegenpart der „Wahrhaftigkeit“ hingegen ist die Kategorie der „Lüge“.
Also gibt es folgende Gegenüberstellungen: Wahrheit – Falschheit und Wahrhaftigkeit – Lüge

Davon ausgehend definiert Kraus Lüge als Widerspruch gegen das subjektive Für-Wahr-Halten. 
„Die Aussage einer Person gilt dann als eine Lüge, wenn sie deren eigenem ‚Für-Wahr-Halten‘ widerspricht.“
Sodann unterscheidet er zwischen Lüge (als bewusster Falsch-Aussage) und Irrtum (als subjektives Für-Wahr-Halten das als nicht-wahr bzw. falsch bewertet wird). Er verdeutlicht auch, dass zwar immer nur aus Beobachterpositionen darüber entschieden werden kann, ob eine Aussage als Wahr oder Unwahr gilt. Dass aber diese Entscheidungen keineswegs beliebig getroffen werden können, sondern nachvollziehbar begründet werden müssen.
„Insoweit kann es aus der Perspektive einer konstruktivistischen Erkenntnistheorie zwar keine objektive Wahrheit geben, dennoch ist möglich zu begründen, wann eine Aussage als konsens- und/oder kohärenztheoretisch wahr gelten soll.“
Damit ist es auch konstruktivistisch möglich eine begründete Entscheidung über den Unterschied zwischen News und Fakenews zu treffen.
Das Thema wurde am 1. Februar 2017 auch in der Sendung des Österreichischen Rundfunks „Die Kraft des Zweifelns“ diskutiert. In der Sendung sprachen Hans-Rudi Fischer, Hans Geisslinger, Heiner Keupp, Björn Kraus, Josef Mitterer und Fritz Simon über die Funktion des Zweifelns in Anbetracht einer scheinbar multioptionalen Welt, zahlreicher ungeprüfter Informationen und „alternativer Fakten“.